# كمال شرقي
كمال شرقي (بالفرنسية: Kamel Chergui) (16 أبريل 1993 بسانت إتيان في فرنسا - ) هو لاعب كرة قدم فرنسي في مركز الوسط.

## روابط خارجية
- كمال شرقي على موقع رابطة كرة القدم الفرنسية للمحترفين (الإنجليزية)
- كمال شرقي على موقع قاعدة بيانات كرة القدم.إي يو (الإنجليزية)
- كمال شرقي على موقع ليكيب (الفرنسية)
- كمال شرقي على موقع Soccerway.com (الإنجليزية)
- كمال شرقي على موقع AS.com (الإسبانية)